# Acueducto Nacional de Israel

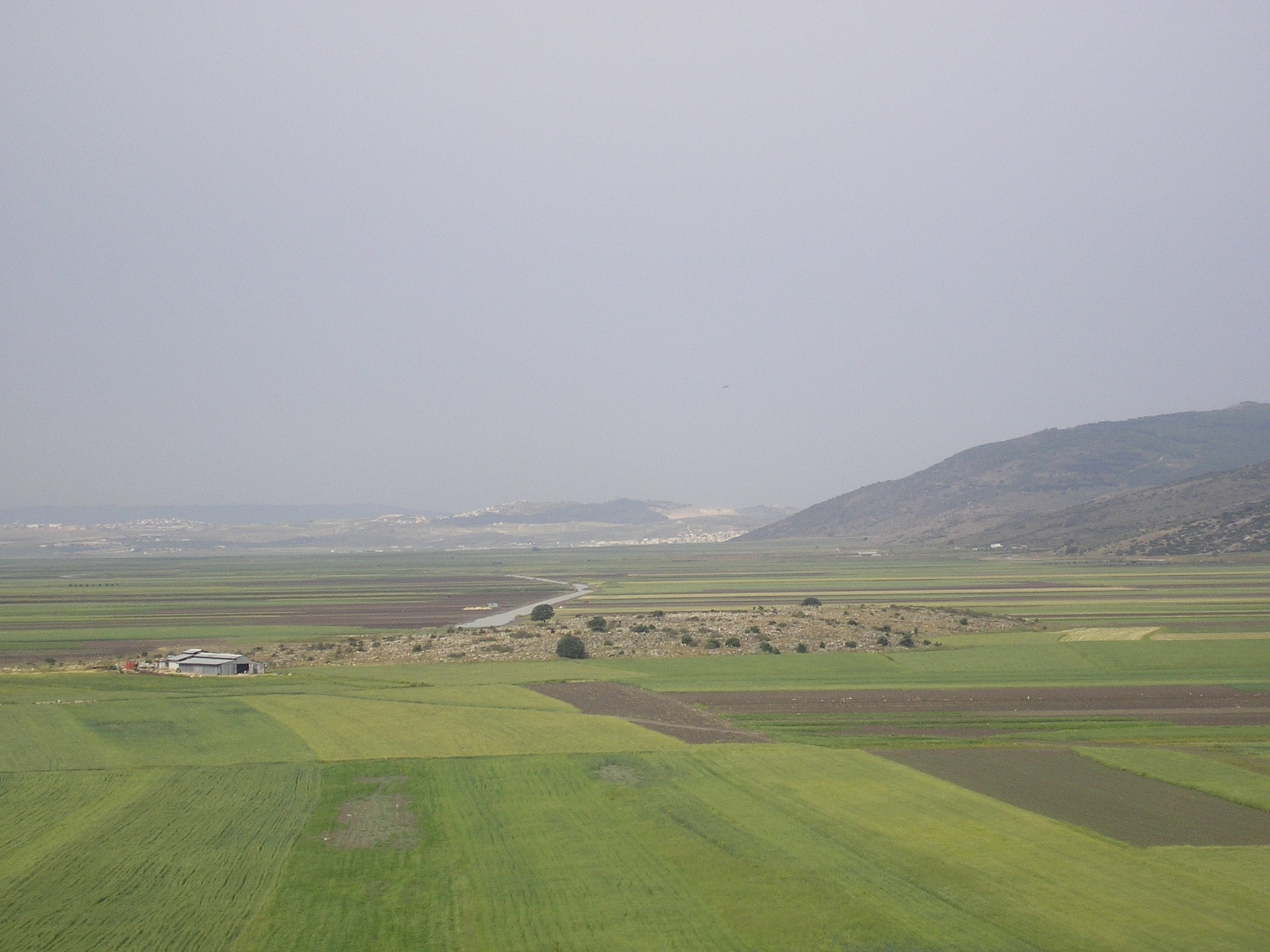
El Acueducto Nacional en la Región de Beit Netofa.

Recorrido del Acueducto Nacional de Israel. El área verde cubre, aparte del territorio de Israel, el territorio del Estado de Palestina (Cisjordania y Franja de Gaza) y los Altos del Golán, territorio sirio ocupado por Israel desde la guerra de los Seis Días en 1967.

El Acueducto Nacional de Israel (en hebreo המוביל הארצי, "HaMovil Ha'Artzi") fue un ambicioso proyecto llevado a cabo en el Estado de Israel. La principal función del Acueducto Nacional es transportar el agua de la Región Norte de Israel a la semidesértica región meridional del país. La fuente principal del líquido elemento es el Lago Tiberíades, aunque también hay otras vertientes y llega hasta las zonas más recónditas a distancias de 130 kilómetros.
Esta "autopista del agua", como la denominan los funcionarios de la empresa nacional Mekorot, es la columna vertebral que garantiza el abastecimiento a todo el país y es empleado para equilibrar el nivel de las reservas allá donde escasea más de una temporada determinada.
El acueducto es una combinación de tuberías subterráneas, canales abiertos y túneles que transportan unos 1700 millones de metros cúbicos de agua al año, de los cuales alrededor del 65% se usa para la irrigación y el resto para propósitos urbanos e industriales.
Los trabajos sobre el terreno comenzaron en el año 1953, durante el mandato del primer ministro David Ben Gurión, y culminaron el 11 de junio de 1964, durante el mandato del primer ministro Levi Eshkol.
En este lapso de tiempo hubo conflictos con sus vecinos árabes, que obligaron a suspender varias veces las obras.

## Cronología
En septiembre y octubre de 1953, Israel empezó a desviar las aguas del río Jordán y del Mar de Galilea para transportar sus aguas hacia el desierto del Neguev, lo que en ojos de los países árabes fue visto como un símbolo del expansionismo agresivo de Israel y provocó grandes tensiones.
En 1964, de acuerdo con Hillel Glassman (experto de la Autoridad del Parque de Israel), Israel empezó a operar una presa que desviaba agua procedente del mar de Galilea, uno de los principales proveedores de agua para el río, hacia el Acueducto Nacional de Israel. Del 13 al 17 de enero, tiene lugar la cumbre árabe en El Cairo, donde los dirigentes árabes afirman su oposición al desvío de las aguas del río Jordán por parte de Israel Al año siguiente, los estados árabes iniciaron la construcción del Plan Diversión Agua Cabecera. Al terminar, desviaría el agua del Banias para que ni entrase a Israel ni al Lago Tiberíades, sino que fluyese a un muro de contención ubicado en Mukhaiba para Jordania y Siria. También desviaría el agua del río Hasbani al río Litani, en Líbano. El desvío habría reducido la capacidad del transporte de agua hacia Israel en aproximadamente un 35%. Sin embargo, a diferencia de Israel, en el caso de Jordania, tan sólo el 36% del flujo total del río se originaba fuera de las fronteras de Jordania. En el caso de Israel, la disponibilidad de agua per cápita en el año 1990 era de 470 metros cúbicos, mientras que en el caso jordano, era de sólo 260 metros cúbicos per cápita, lo que supone casi un cuarto menos del requisito mínimo de agua para un país industrializado. Además de estos factores se añade el hecho de que Jordania debe hacer frente a otro problema medioambiental, lo que incrementa su dependencia en el agua del río Jordán. Los principales ríos en Jordania son el Jordán, el Yarmuk y el Zarqa. Mientras que la calidad del agua del Jordán y el Yarmuk se considera aceptable, el río Zarqa, que fluye enteramente dentro de las fronteras jordanas, se encuentra sumido en una crisis de contaminación que impide tanto el acceso como el uso de sus aguas.
Las Fuerzas de Defensa de Israel (FDI) atacaron el proyecto en Siria en marzo, mayo y agosto de 1965, perpetuando una serie prolongada de actos de violencia en la frontera que contribuyó directamente a los acontecimientos que llevaron a la Guerra de los Seis Días. Durante la guerra, Israel capturaría los Altos del Golán y el nacimiento del Banyas, lo que le permitiría impedir la diversión de este río por parte de Siria. Además, como consecuencia de la guerra, Israel  pasaría a controlar Cisjordania, el río Jordán y la ribera norte del Yarmuk. Un año después de la guerra, Israel incrementó el uso del agua del Jordán de un 33% En cambio, Jordania perdió significativamente el acceso al agua del Jordán, pasando el control de gran parte de las fuentes de agua del Jordán a manos israelíes. Además, los palestinos tomaron el control de grandes sectores del Valle del Jordán donde se situaban estas fuentes de agua.
El 26 de octubre de 1994, el primer ministro Yitzjak Rabin y el primer ministro Abdul-Salam Majali firmaron el Tratado de Paz entre el Estado de Israel y el Reino Hashemita de Jordania, el segundo tratado de paz que firmara Israel desde su independencia. En dicho tratado Israel acordó proveer a Jordania de 50 millones de metros cúbicos de agua anualmente, mejorando así el nivel de vida de sus vecinos árabes. Otro de los acuerdos entre ambos estados fue la distribución del agua de los ríos Jordán y Yarmuk, y de las aguas subterráneas del Valle de Aravá.